# Альтушер, Джеймс
Джеймс Альтушер — американский хедж-фонд менеджер, предприниматель, автор бестселлеров, и подкастер (видеоблогер). Будучи основателем и сооснователем более 20 компаний, включая Reset Inc. и StockPickr, он утверждает, что 17 из них были для него провалом. Автор 11 книг и множества публикаций, в том числе в The Financial Times, TheStreet.com, TechCrunch, Seeking Alpha, Thought Catalog и The Huffington Post. Газета USA Today включила его книгу «Выбирай Себя» в список 12 лучших бизнес-книг всех времен.

## Карьера
Альтушер учился в Корнеллском Университете и окончил его со степенью бакалавра в области компьютерных наук в 1989 году. Позже он учится в Университете Карнеги-Меллона в качестве докторанта по той же дисциплине. Первая работа Альтушера после окончания университета была работа в ИТ-отделе в HBO. Среди прочего, Альтушера приглашают участвовать в программе HBO, «III:am», где он должен ходить по улицам Нью-Йорка поздно ночью и брать интервью у жителей города.
Предпринимательская карьера Дж. Альтушера началась в 1996 году, когда он основал Reset Inc., фирму веб-дизайна, продолжая работать на HBO. Его клиентами становятся Ву Танг клан, Американ Экспресс, Кон Эдисон, «тайм Уорнер», и BMG.
В 1998 году, Альтушер покидает HBO, продает Reset Inc. примерно за $10 млн и использует вырученные средства для финансирования своего нового интернет-проекта. По словам предпринимателя, он начал этот период с $15 млн в банке и в течение двух лет потерял все. Это привело его к мысли о необходимости пересмотреть свой подход к бизнесу и к жизни. В это время, Джим Крамер из TheStreet.com предлагает ему написать материал о фондовых биржах и Альтушер начинает торговать на хедж-фондах.
С 2002 по 2005 год он торговал для нескольких хедж-фондов, а в 2004—2006 управлял фондом хедж-фондов.  Являлся управляющим партнёром фонда Formula Capital.

### StockPickr
В 2006 Альтушер основал финансовую социальную сеть StockPickr. Этот сайт представляет собой сообщество людей, занимающихся торговлей. Сайт предлагает покупку ценных бумаг у непрофессиональных инвесторов, содержит форум для обсуждения торговых операций, блог по вопросам фондовых рынков и тысячи профессиональных портфолио. Веб-сайт был включен в 50 лучших сайтов 2007 года журналом Time Magazine, и продан TheStreet.com в том же году за $10 млн.

## Инвестиции
В настоящее время Джеймс Альтушер является управляющим директором Formula Capital. Он был одним из инвесторов компании Buddy Media, которая позже была продана Salesforce.com за $745 млн, Альтушер также имеет инвестиции в bit.ly, Ticketfly, CTera, Acebucks, Cancer Genetics, Optimal (где он является членом Совета директоров), и ряд других компаний. Ранее он занимал должности в таких компаниях, как 212 Ventures, Corporate Resource Services Inc, а также Stockpickr LLC и Vaultus Mobile, обе последних он же и основал.

## СМИ
В 2004—2009 годах он был еженедельным обозревателем The Financial Times и писал статьи для The Street.com, Seeking Alpha, и Daily Finance. Он часто появляется на канале CNBC, и пишет несколько книг по инвестированию. Альтушер частый гостевой автор сервиса The Daily Ticker на сайте Yahoo! Finance & TechCrunch.

## Подкаст
Сегодня автор ведет три подкаста, некоторые из которых поднялись на вершину чартов iTunes, иногда достигая и первых позиций. На своем еженедельном подкасте, Шоу Джеймса Альтушера, он берет интервью у предпринимателей, общественных деятелей, юмористов, и многих других. Среди его гостей были Марк Кьюбан, Сет Годин, Гари Вайнерчук, Уэйн Дайер, Адам Каролла, и Тим Феррис.
В апреле 2014 года, Альтушер начал свой ежедневный подкаст «Спроси Альтушера», который представляет собой вопросы и ответы дозвонившимся.
31 августа 2015 года, Альтушер запустил новый подкаст «Вопрос Дня» со Стивеном Дабнером, соавтором «Фрикономики».

## Автор
Джеймс Альтушер написал и издал 17 книг. Его книга 2011 года, «Я был слеп но теперь я вижу», достигла позиции № 1 в разделе мотивационных книг на Amazon.com в 2011 году. Публикации автора появляются в таких изданиях, как Financial Times, Wall Street Journal, TheStreet.com, Forbes, Yahoo Finance, TechCrunch, ThoughtCatalog, and Fidelity.com. Он появляется на канале CNBC, Fox News Channel, Fox Business Network, Bloomberg TV, и CNN Radio.
В октябре 2010 года Альтушер запустил свой блог, «Altucher Confidential» («По секрету от Альтушера»). В первый год, на блоге было зафиксировано более 5 млн просмотров. Его книга 2013 года «Выбирай Себя» , дебютировала в списке бестселлеров «Уолл-Стрит Джорнал» .

## Публикации
- Trade Like a Hedge Fund (англ.). — John Wiley and Sons, 2004. — ISBN 978-0-471-48485-1.
- Trade like Warren Buffett (англ.). — John Wiley and Sons, 2005. — ISBN 978-0-471-65584-8.
- SuperCash (англ.). — John Wiley and Sons, 2006. — ISBN 978-0-471-74599-0.
- The Forever Portfolio: How to Pick Stocks That You Can Hold for the Long Run (англ.). — Penguin Group[англ.], 2008. — ISBN 978-1-59184-211-8.
- The Wall Street Journal Guide to Investing in the Apocalypse: Make Money by Seeing Opportunity Where Others See Peril (англ.). — HarperCollins, 2011. — ISBN 978-0-06-200132-0.
- I Was Blind But Now I See (англ.). — CreateSpace[англ.], 2011. — ISBN 978-1-4663-4795-3.
- How To Be The Luckiest Person Alive! (англ.). — CreateSpace[англ.], 2011. — ISBN 978-1-4611-2070-4.
- Choose Yourself (англ.). — CreateSpace[англ.], 2013. — ISBN 978-1-4903-1337-5.
- The Power of No (англ.). — Hay House, Inc., 2014. — ISBN 978-1-4019-4587-9.